# Móri borvidék

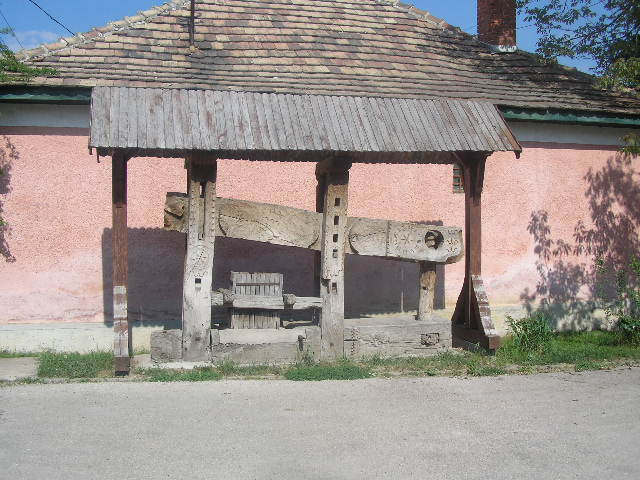
Szőlőprés

A Móri borvidék Magyarország 22 borvidéke közül az egyik legkisebb, de talán a leghíresebbek közé tartozik. Múltja a történelmi időkbe tekint vissza, azonban bortörvényünk 1996-tól sorolja a borvidékhez Mór, Pusztavám, Söréd, Csókakő, Zámoly és Csákberény I. és II. osztályú szőlőkataszteri besorolású határrészeit. A Vértes és Bakony völgyében fekvő települések életében a múltban meghatározó szerepet játszott a szőlő- és bortermelés.
Alapvető hatása volt az emberek megélhetésére, gazdagodására, az egyes települések fejlődésére. Évszázadokon át a szőlő műveléséhez és a borkészítéshez igazodott az itt élő emberek természetes életritmusa, és ehhez kapcsolódott számos ünnep, társadalmi esemény és kulturális hagyomány is.
A második világháborút követően hazánkban a legjobb állapotú szőlők a soproni és a móri borvidékeken voltak, de az egyéni borosgazdákra mégis nehéz idők következtek a beszolgáltatási rendszer bevezetése és az erőszakos kollektivizálás miatt. Az új termelési rend jegyében 1949-ben alapították meg a Móri Állami Gazdaságot, majd 1950-ben megalakult a móri Szőlészeti Kutatóintézet. Létrejöttek a szőlőtermelést is, folytató mezőgazdaság termelőszövetkezetek is, melyek 1960-ban Kossuth Tsz néven egyesültek. A szocializmus időszakában a Móri borvidéken a nagyüzemi szőlő- és bortermelés vált jellemzővé, emellett a szövetkezeti szakcsoportokban folyt jelentősebb mennyiségű szőlőtermesztés. Az 1970-es, 80-as években a borvidéken a szőlőművelés, feldolgozás modern technológiai hátterét, a szükséges tárolókapacitásokat és az értékesítési lehetőségek jelentős részét a Móri Állami Gazdaság biztosította. A rendszerváltás részeként 1990-től az Állami Gazdaságot és a Kossuth Termelőszövetkezetet fölszámolták, borászati kapacitásait megszüntették, így a borvidék sorsa újra a helyi döntéshozók és az egyéni gazdák kezébe került.

## Szőlő- és borfajták
A móri borvidék borai jellemzően fehérborok. A meghatározó fajta ezerjó mellett a leányka, a tramini, a rizlingszilváni, a zöld veltelini és az ezerfürtű a leggyakoribb szőlőfajták. 
Az ezerjó – amely ma már a hungarikumok közé tartozik – a 19. századi filoxéravészt követő újratelepítések során lett a fő szőlőfajta a borvidéken. A móri bor, így az ezerjó is kemény, későn érő borfajta. A szüret utáni harmadik évben fejlődik ki teljes erejében, és ekkor érződik igazán egyéni íze. Kedvező időjárás esetén a szőlőfürtök aranysárgára érnek és csodálatos zamattal rendelkeznek. Különösen jó idő esetén a töppedt szőlőszemekből aszúbor készíthető, amely a hozzáértők szerint ízben és minőségben a tokaji aszúval vetekszik. „a móri bor meszes, aki issza eszes” tartja a mondás, pedig valójában a móri borok mésztartalma semmivel sem nagyobb, mint más magyarországi borvidékeken termett boroké. A móri borok férfias jellegüket magas savtartalmuknak köszönhetik, ez azonban mértékletes fogyasztás esetén nem okoz fejfájást, másnaposságot, mint a magas karbonáttartalmú borok.

### Bornapok és borünnepek
A borvidéken, Móron és Csákberényben minden évben, októberben rendeznek bornapokat, de természetesen szeptemberben a Csókakői Napokon és a Pusztavámi Szüreti Napokon is a bor az egyik főszereplő. A bor ünnepét a településeken látványos szüreti felvonulással, zenei programokkal, táncbemutatókkal, bálokkal és mulatozással kötik össze. A Móri Bornapok a 20. század végére nemzetközi hírnévnek örvendő rendezvénnyé vált. Évről évre több tízezer látogató számára nyújt rendkívül sokrétű hagyományőrző, kulturális, sport és szórakoztató programokat. 1998 óra megrendezésre kerül a Móri Borkirálynő választás a Fogadó az Öreg Présben. A rendezvény ideje alatt borutca tart nyitva, ahol a borvidék termelői kínálják legjobb boraikat. A Móri Bornapok legnagyobb érdeklődésre számot tartó látványosságai a borkirálynő választás, a színpadi műsorok, a szüreti felvonulás és a rendezvényeket záró ünnepi tűzijáték. A Móri Bornapok ideje alatt minden páros évben Nemzetközi Fúvószenei Fesztivált is rendez a Móri Fúvószenei Egyesület.

## Vendégváró rendezvények
A móri kistérségben szinte minden településen van szüreti nap, falunap és búcsú. A turisták idecsalogatásához önmagában ez nem elegendő, mivel a bel-és külföldi rendezvények versenyében csak az egyedi és színvonalas programok vonzzák nagyobb számban a látogatókat. A programkínálat elemzése alapján kitűnik, hogy a kistérségi turisztikai programok összehangolásának, időbeni szétterítésének jelentőségét még nem ismerték fel a szervezők. A rendezvényturizmus szezonális jellegű, a kistérségi rendezvények többsége a szürethez kapcsolódóan az őszi időszakra esik, mint például a móri, csákberényi bornap, a pusztavámi, isztiméri és fehérvárcsurgói szüreti napok. Közülük is legnagyobb turisztikai esemény a Móri Bornapok, amely a bor ünnepét fúvószenei és kórusfesztiválokkal kapcsolja össze. Október első hétvégéjén több tízezer résztvevője van a hagyományos programsorozatnak. A móri programkínálatot tavasszal a borkultúra és a gasztronómia jegyében a Szent György Napok, színesíti, de a látogatottsága a pénzügyi források szűkössége miatt jelenleg csak töredéke a Bornapoknak. Az utóbbi években egyre ismertebbé és látogatottabbá vált viszont a Csókakői Várjátékok, amelyen a középkori harci játékok és a nívós könnyűzenei koncertek jelentik a legnagyobb vonzerőt. A turisztikai rendezvények sikere és színvonala nagymértékben a rendelkezésre álló pénzen múlik. Jelenleg a költségeket döntően a helyi önkormányzatok finanszírozzák, külső pályázati források bevonására csak Csókakő önkormányzata helyezett hangsúlyt.

## Külső hivatkozás
- kóstolj.hu - közösségi borértékelő honlap / móri borok Archiválva 2012. november 6-i dátummal a Wayback Machine-ben
- Maurus pincészet Archiválva 2010. május 27-i dátummal a Wayback Machine-ben
- Balázs és Gesztesi családi pincészet
- Bozóky István pincéje
- Miklós Csabi pincészetének honlapja